# Kanakysaurus viviparus
Kanakysaurus viviparus är en ödleart som beskrevs av den australiske herpetologen Ross Allen  Sadlier och den amerikanske biologen Aron Matthew Bauer samt Sarah A. Smith och Anthony Hume Whitaker, 2004. Kanakysaurus viviparus ingår i släktet Kanakysaurus, och familjen skinkar. IUCN kategoriserar arten globalt som starkt hotad. Inga underarter finns listade.

## Utbredning
Kanakysaurus viviparus är endemisk på Nya Kaledonien i Melanesien.